# Korycizna (skała)

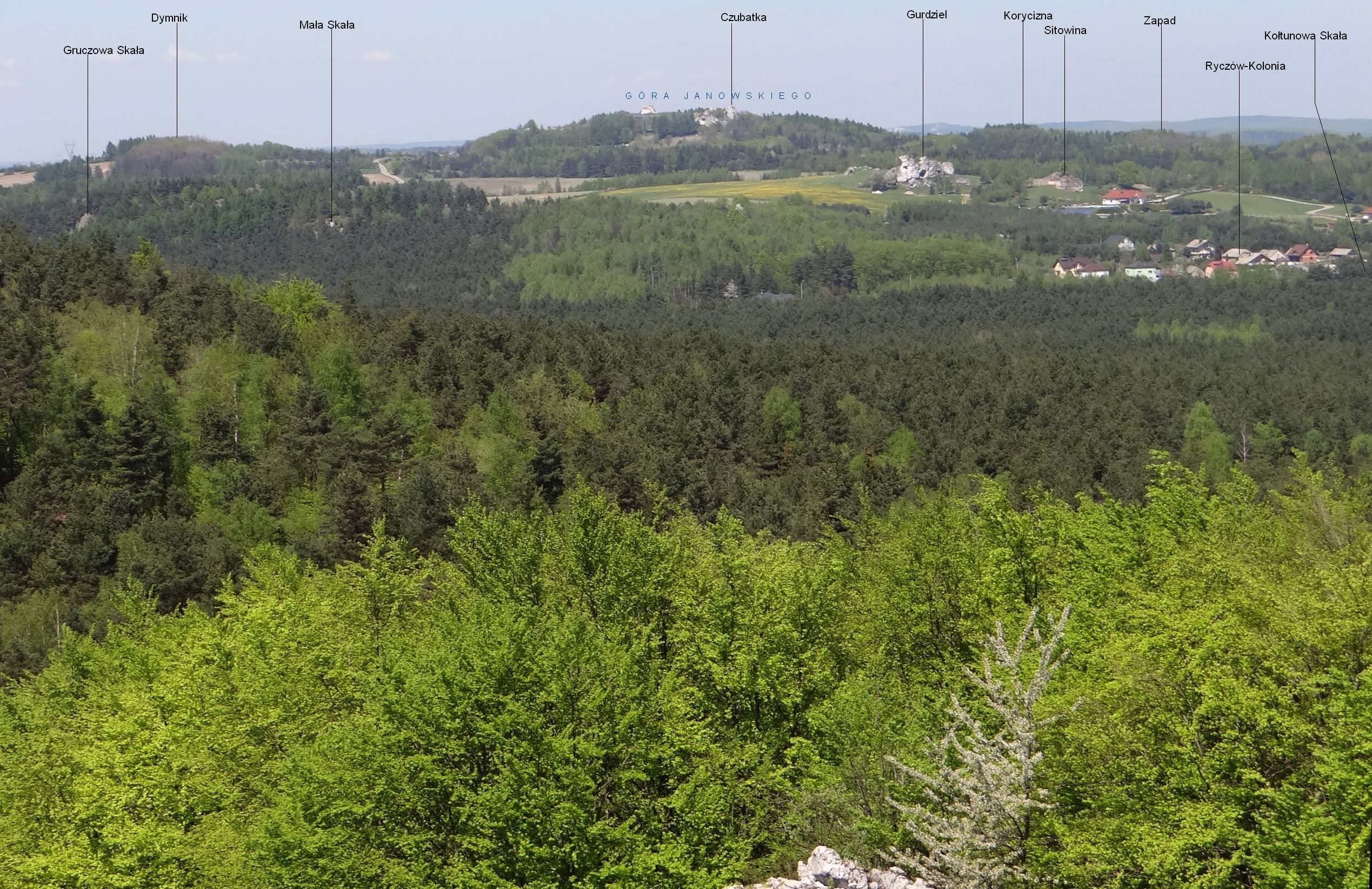
Widok z Wielkiego Grochowca

Korycizna – skała na granicy wsi  Podzamcze i Ryczów w województwie śląskim, w powiecie zawierciańskim, w gminie Ogrodzieniec. Znajduje się na Wyżynie Ryczowskiej, będącej częścią Wyżyny Częstochowskiej wchodzącej w skład Wyżyny Krakowsko-Częstochowskiej. Skały na tej wyżynie zbudowane są z późnojurajskich wapieni. 
Korycizna znajduje się na wysokości 430 m n.p.m. w lesie po północnej stronie drogi z Ryczowa do Podzamcza. Na obrzeżu tego lasu, w niewielkiej od niej odległości na południowy wschód znajduje się widoczna z tej drogi skała Sitowina. 